# Stämpfli AG
Die Stämpfli Gruppe ist ein Schweizer Unternehmen der graphischen Industrie und ein Verlag mit Sitz in Bern. Die Unternehmensgruppe umfasst fünf Tochtergesellschaften und beschäftigt rund 340 Mitarbeitende davon 35 Lernende. Sie wird in der sechsten Generation von den Brüdern Rudolf Stämpfli und Peter Stämpfli geführt.

## Tätigkeitsgebiet
Das Kerngeschäft der Gruppe, das von der Stämpfli Kommunikation ausgeübt wird, umfasst die Konzeption, Kreation, Herstellung und Logistik von Publikationen und die Integration von Publikationssystemen.
Mit dem Stämpfli Verlag ist die Gruppe auch als Buchverlag tätig. Dieser gibt gedruckte und elektronische Informationen im Bereich der Rechts- und Staatswissenschaften heraus. Dem Stämpfli Verlag angegliedert ist eine Versandbuchhandlung. Er ist zudem Miteigentümer der juristischen Grossdatenbank Swisslex.

## Unternehmensgeschichte
1799 wurde Gottlieb Stämpfli (1770–1807) Konzessionär der Obrigkeitlichen Druckerei, nachdem er bereits zwölf Jahre in dieser Offizin gearbeitet hatte. Der Kleine Rat der Stadt Bern schuf 1599 die «Hoch-Obrigkeitliche Druckerei», da es in Bern während des 16. Jahrhunderts keinem Drucker gelungen war, sein Geschäft über längere Zeit erfolgreich zu betreiben. Die Regierung stellte dazu ein an das Rathaus angrenzendes Gebäude zur Verfügung, wählte einen Fachmann zum Drucker, versorgte ihn mit Aufträgen und setzte auch gleich die Preise fest. Die Betriebseinrichtung hatte der Stelleninhaber selbst zu stellen.
Wie später seinem Sohn und seinem Enkel war auch Gottlieb Stämpfli nur ein kurzes Leben beschieden, sodass sich schon 1807 seine junge Gattin Marie Albertine (geb. Ernst, 1784–1836) zur Übernahme der Betriebsführung gezwungen sah. 1814 verlor sie die Konzession der Obrigkeitlichen Druckerei an Ludwig Albrecht Haller. Marie Albertine Stämpfli führte jedoch ihr Unternehmen in einem Gebäude an der Postgasse 44 (heute 60) weiter, das sie selber erworben hatte. Sie erhielt als Ausgleich das sogenannte «Kalenderprivileg» zugesprochen, d. h., sie durfte den Berner «Hinkenden Bot» sowie weitere kleinere Kalender (Bernischer Staatskalender) drucken und verkaufen, was damals für eine Druckerei einträglich war. Der «Hinkende Bot» wird bis heute bei Stämpfli redigiert, gedruckt und herausgegeben.
1828 löste Carl Samuel Stämpfli (1806–1846) seine Mutter in der Geschäftsführung ab, nachdem er bei Orell Füssli in Zürich seine Lehre gemacht und in halb Europa Erfahrungen gesammelt hatte. Er modernisierte den Betrieb und erwarb als erster Berner Drucker 1845 eine Schnellpresse. Nach seinem Tod verkaufte seine Frau Maria-Friederike Luise 1848 das Geschäft an Gottlieb Hünerwadel (1808–1877), einen Theologen, der sich dem Staatsdienst verschrieben hatte und Staatsschreiber im neu ausgerichteten Kanton Bern wurde. Nach einem Regierungswechsel 1846 verlor er die Staatsstelle und erwarb die Stämpflische Druckerei. Bei der Auftragsakquisition dürften ihm seine Beziehungen zu den politischen Kräften, die 1848 den Bundesstaat gründeten und aufbauten, wertvolle Dienste geleistet haben.
Maria-Friederike Luise Stämpfli bereitete daneben ihren älteren Sohn Karl Stämpfli (1844–1894) beharrlich für die Rückübernahme der Firma vor, indem sie für seine sorgfältige Ausbildung im In- und Ausland sorgte. 1867 trat er als «Associé» ins Hünerwadels Geschäft ein, das er 1871 zurückkaufte. Er weitete die Tätigkeit wesentlich aus und errichtete ausserhalb der damaligen Stadt in der Länggasse (Hallerstrasse 7) einen eigentlichen Industriebau, wohin er 1877 die Druckerei verlegte. Nebenher betätigte er sich politisch und gehörte verschiedenen Gremien bis hin zum Nationalrat an. Als er 1894 starb, wurde Emma Stämpfli-Studer die dritte Frau in der Geschichte des Unternehmens, welche die Verantwortung übernehmen musste, da sich ihre Söhne noch in der Ausbildung befanden. Im Gedenken an ihren Mann stiftete sie bereits 1895 eine Kranken-, Invaliden- und Sterbekasse für die Belegschaft.
Mit der Herausgabe des Fahrplans «Schweizer Conducteur» nahm 1891 ein Produkt seinen Anfang, das die Firma während fast des ganzen 20. Jahrhunderts prägen sollte: das Kursbuch der schweizerischen Verkehrsbetriebe.
Wilhelm (1875–1958) und Rudolf Stämpfli (1881–1960) begründeten Anfang des 20. Jahrhunderts die Tradition, dass immer zwei Brüder aus der Familie die Betriebsleitung ausübten, die sich über Jakob (1922–2013) und Samuel Stämpfli (1920–2001) bis heute mit Rudolf (* 1955) und Peter Stämpfli (* 1959) erhalten hat. Wilhelm Stämpfli legte als Jurist den Grundstein zum heute führenden juristischen Verlag, den sein Nachfolger Jakob Stämpfli wesentlich ausbaute.
Wie alle im Druckereiwesen tätigen Unternehmen stand auch Stämpfli – seit 1968 eine Familien-Aktiengesellschaft – nach der Ablösung des 500-jährigen Bleisatzes durch EDV-gesteuerte Satzsysteme und Offsetdruck vor gewaltigen Herausforderungen. Stämpfli setzte auf die neuen Technologien, 1996 wurde das Informatikunternehmen Stämpfli all media aufgebaut, das Publikationssysteme im Bild- und Textbereich entwickelt. Der Erfolg liess nicht auf sich warten: 2003 konnten die rund 300 Mitarbeiter ins neu erbaute Gebäude an der Wölflistrasse umziehen, 2006 wurde in Zürich eine Niederlassung eröffnet, 2007 wurde die Stämpfli Polska Sp. z o.o. in Warschau gegründet und seit der Übernahme der asim GmbH in Bregenz 2015 ist Stämpfli auch in Österreich vertreten.

## Archiv
- Firmenarchiv Stämpfli im Katalog der Burgerbibliothek Bern